# Josef Korčák
Josef Korčák (17 de diciembre de 1921, Holštejn – 5 de octubre de 2008, Praga) fue un político checoslovaco que ocupó el cargo de Primer ministro de la República Socialista Checa de 1970 a 1987. Fue el Primer ministro checo que más tiempo estuvo en dicho cargo.

## Biografía
Korčák nació en Holštejn, el 17 de diciembre de 1921. Se convirtió en trabajador metalúrgico y trabajó en la armería de Brno desde 1937 hasta 1948. En 1948 inició sus actividades en política.
Se convirtió en Primer ministro en 1970 sucediendo a Josef Kempný. Permaneció en dicho cargo hasta 1987 cuando fue reemplazado por Ladislav Adamec. Kočák fue expulsado del Partido Comunista de Checoslovaquia en 1990. Falleció el 5 de octubre de 2008 en Praga a los 86 años de edad.